# 水尾村 (新潟県)
水尾村（みずおむら）は、かつて新潟県南魚沼郡にあった村。

## 沿革
- 1889年（明治22年）4月1日 - 町村制施行に伴い南魚沼郡水尾村、水尾新田が合併し、水尾村が発足。
- 1901年（明治34年）11月1日 - 南魚沼郡大崎村と合併し、大崎村を新設して消滅。